# 电子游戏公司列表
现有以下是电子游戏公司列表：
- 电子游戏开发商列表
- 電子遊戲發行商列表
- 独立游戏开发商列表（英语：List of indie game developers）